# 渋江厚光
渋江 厚光（しぶえ ひろみつ、文化14年11月20日（1817年12月27日） - 明治22年（1889年）2月16日）は、幕末の出羽国久保田藩（秋田藩）の家老。渋江政光を初代とする渋江家宗家の第12代当主。『渋江和光日記』で知られる渋江和光（まさみつ）の子。次男だったが、父の跡を継いだ。母は大山氏。別名（幼名）は貞治（さだはる）。通称は内膳。禄高3000石。妻は、佐竹家一門（南家）佐竹義晴の七女で、2人は5男2女をもうけた。

## 略歴
天保元年（1830年）、元服前の童形で主君佐竹義厚に拝謁した。同年4月、渋江氏代々の慣習により、太刀馬代を藩主に献上、義厚より偏諱を授かって厚光と名乗った。天保8年（1837年）6月、21歳で家督を父より相続した。
厚光は平田篤胤と親交があり、篤胤からの書状の写しがのこっている。また、吉田松陰が嘉永4年（1851年）に奥羽を旅行した際には、久保田城下の厚光の屋敷で松陰をもてなしている。松陰と厚光は、このとき、ともに尊王攘夷のために尽くすことを約束し合ったという。厚光の尊王攘夷思想はたぶんに吉田松陰の影響であり、その後も自身の家臣熊谷常春を長州に派遣し、松陰と連絡を取り合っている。一方で、嘉永6年（1853年）の黒船来航以降は、配下の者を剣術修行の名目で江戸に派遣し、天下の大勢を把握しようと心がけた。篤胤の女婿で気吹舎主人、江戸定府の久保田藩士でもある平田銕胤とも強く結びついていた。
文久元年（1861年）、藩主佐竹義堯より家老職を命じられる。当時、江戸などで他藩の者と交際することは厳しく制限されていたが、厚光は当時の情勢を知るためにあえてこれを許したり、薩摩藩士が剣術修行を名目に勤王討幕の目的で久保田を訪れた際にもこれを優遇し、藩士を集めて密談の機会をもったといわれる。しかし、こうした動きは他の重臣や藩主の知るところとなり、政争に敗れた厚光は元治元年（1864年）、48歳で病気を理由に家老職を辞任した。
厚光は、自身も新陰流の使い手であったところから、自分の屋敷のなかに剣術道場を設けて剣客を養い、また、勤王の志士たちをかくまうなどしていた。
戊辰戦争では、戸村義效らの奥羽越列藩同盟派に対して反対の立場をとり、慶応4年（1868年）7月、仙台藩の使者志茂又左衛門以下11名を有志と計って襲撃させて藩論を勤王に導いた。藩主佐竹義堯はこの日、一藩勤王の立場を鮮明にし、奥羽鎮撫使総督九条道孝に対し庄内藩討伐の先鋒を請い、秋田戦争がはじまった。厚光は庄内追討軍の総大将を命じられ、改元して明治元年（1868年）となった9月には戦功を賞されて総督府から御書とピストルを賜った。11月、罷免された戸村ら同盟派・中立派家老に代わって家老に復し、盛岡藩主南部利剛・利恭父子の東京護送などの任にあたった。
明治2年（1869年）4月、久保田藩職制改革によって家老職を免じられ、執政となった。同年12月、前年の功績を賞されて藩主佐竹義堯より感状と太刀一振り、銀若干を賜っている。
その後、厚光は自身の菩提寺である臨済宗全良寺に官修墳墓をつくり、戊辰戦争の戦死者を手厚く葬った。明治22年（1889年）、73歳で没した。自身の墓所も全良寺にある。大正4年（1915年）、特旨をもって正五位を贈られた。